# Doncaster Rovers Belles Ladies Football Club
Pour les articles homonymes, voir Doncaster.
Doncaster Rovers Belles Ladies Football Club, anciennement appelé Doncaster Belles LFC est un club de football féminin anglais basé à Doncaster.

## Histoire
C'est l'une des meilleures équipes anglaises et est l'une des deux seules équipes non-londoniennes à remporter le Championnat d'Angleterre de football féminin en 1994. Le club est fondé en 1969 par des vendeurs de tickets de lotterie à Belle Vue, résidence de Doncaster Rovers Football Club. Elles ont aussi remporté la Coupe d'Angleterre de football féminine à six reprises.
Lors de la saison 2006-07 Doncaster a terminé neuvième du championnat.